# محمدرضا نوایی
محمدرضا نوایی (زادۂ ۱۰ آذر ۱۳۲۷ در تهران – درگذشتهٔ ۱۳ مرداد ۱۳۹۹ در تهران) کشتی‌گیر آزاد، مربی و گزارشگر کشتی ایرانی بود. وی مدال برنز رقابت‌های قهرمانی جهان ۱۹۷۳ و بازی‌های آسیایی ۱۹۷۴ در تهران و همچنین شرکت در بازی‌های المپیک تابستانی ۱۹۷۶ را در کارنامه داشت.

## مربی‌گری
او به عنوان سرمربی تیم ایران در بازی‌های المپیک تابستانی ۱۹۸۸ و کمک مربی این تیم در بازی‌های المپیک تابستانی ۱۹۹۲، مسابقات قهرمانی جهان ۱۹۹۰، ۱۹۹۱، ۱۹۹۳ و ۱۹۹۴ فعالیت کرد. نوایی همچنین سرمربی تیم اندونزی در رقابت‌های قهرمانی جهان ۱۹۷۸ بود.

## عناوین
- مسابقات قهرمانی جهان ۱۹۷۳، تهران
- بازی‌های آسیایی ۱۹۷۴، تهران
- بازی‌های دانشجویان جهان ۱۹۷۳، مسکو

## نگارخانه

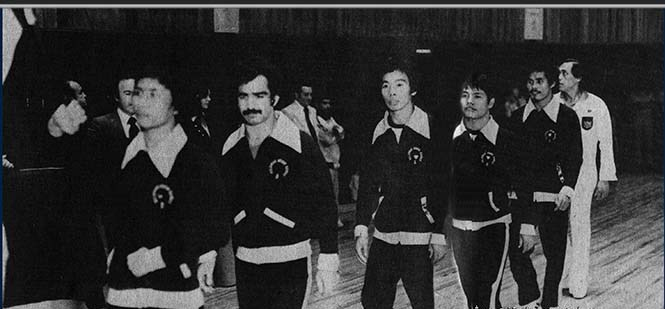
تیم ملی کشتی اندونزی در مراسم افتتاحیهٔ مسابقات قهرمانی جهان مکزیکو سیتی ۱۹۷۸ با سرمربی‌گری نوایی
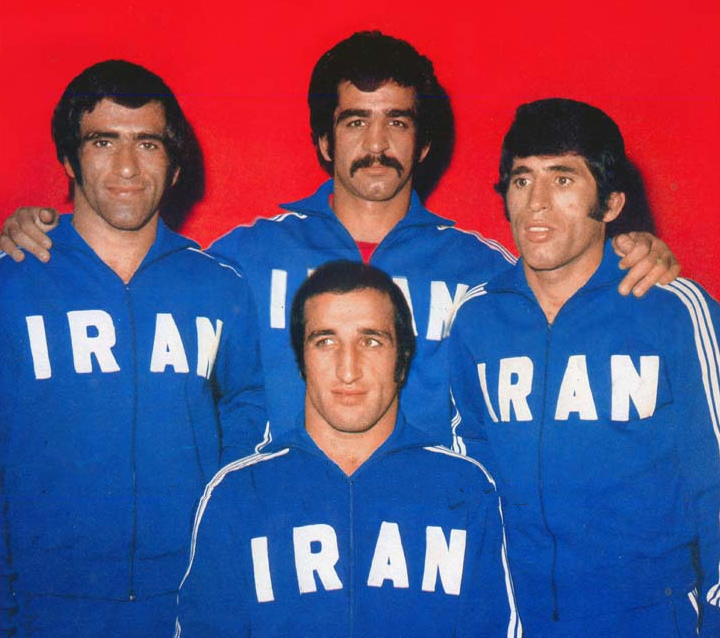
محسن فره‌وشی، محمدرضا نوایی، ابراهیم جوادی و منصور برزگر
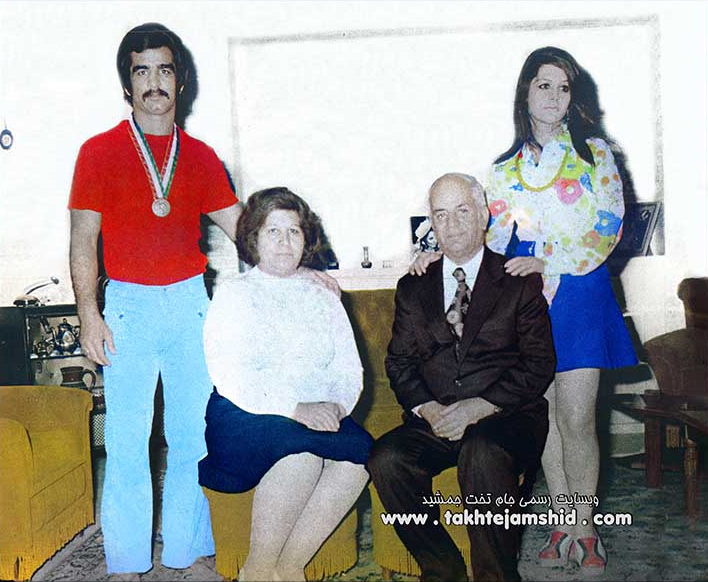
به همراه خانواده